# 1629

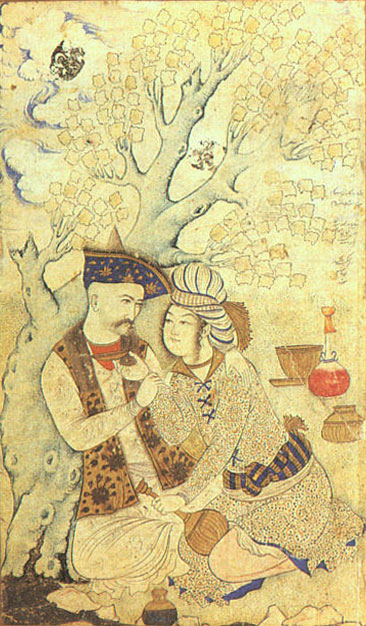
Sjah Abbas en een wijnjongen. Perzische miniatuur van Reza Abbasi.

Het jaar 1629 is het 29e jaar in de 17e eeuw volgens de christelijke jaartelling.

## Gebeurtenissen
januari
- 29 - De broers Willem Lodewijk, Johan, Ernst Casimir en Otto van Nassau en Saarbrücken verdelen hun bezittingen. Willem Lodewijk krijgt het graafschap Saarbrücken, Johan krijgt Idstein, Ernst Casimir krijgt Weilburg, en Otto krijgt Neuweilnau. Het graafschap Saarwerden blijft gemeenschappelijk bezit.

maart
- 3 - Koning Karel I van Engeland ontbindt het parlement en gaat alleen heersen.
- 6 - De Roomse keizer Ferdinand vaardigt het Edict van Restitutie uit, volgens hetwelk de protestanten alle bezette kerkgebouwen moeten teruggeven aan de katholieke kerk.
- 28 - Na een blikseminslag wordt de Grote of Sint-Janskerk in Montfoort door brand verwoest.

mei
- 1 - Frederik Hendrik begint het Beleg van 's-Hertogenbosch.
- 22 - Door het Verdrag van Lübeck trekt Denemarken zich terug uit de Dertigjarige Oorlog en zal zich niet meer mengen in rijkszaken. Het verdrag wordt gezien als een overwinning voor de katholieke partij en maakt de weg vrij voor het door keizer Ferdinand II uitgevaardigde Edict van Restitutie.

juni
- 4 - Het fonkelnieuwe VOC-schip de Batavia lijdt schipbreuk voor de westkust van Australië. Het loopt op een rif en 40 opvarenden komen om. De rest van de opvarenden weet op een onbewoond eiland te komen, maar wanneer de commandant per sloep hulp is gaan halen, worden veel vrouwen verkracht en meer dan honderd mensen vermoord door de Haarlemse apotheker Jeronimus Corneliszoon en zijn handlangers.
- 17 - Luitenant-admiraal Piet Hein sneuvelt in een expeditie tegen de Duinkerker kapers.
- 27 - Het Zweedse leger onder leiding van Gustaaf II Adolf van Zweden wordt verslagen door de Polen en het Keizerlijk leger in de Slag bij Trzciana.

juli
- Eind juli vindt een inval plaats van graaf Hendrik van den Bergh in het Kwartier van Veluwe.

augustus
- 14 - Ernesto Montecuccoli verovert Amersfoort en herstelt er de katholieke diensten. Als afleiding voor het beleg van 's Hertogenbosch is hij met troepen van de keizer Gelderland binnengevallen.
- 19 - Otto van Gent weet succesvol de Inname van Wesel te bewerkstelligen, waardoor 's keizers troepen afgesneden worden van alle versterkingen. Zij trekken zich terug naar de IJssel.

september
- 14 - 's-Hertogenbosch geeft zich gewonnen. Het is in deze streken de zwaarste klap voor Spanje sinds de ondergang van de Armada in 1588.
- 25 - Het Koninkrijk Zweden en het Pools-Litouwse Gemenebest sluiten het Verdrag van Altmark wat een einde maakt aan de Pools-Zweedse Oorlog (1626-1629).

Zonder datum
- De West-Indische Compagnie stelt de "Vrijheden en Exemptiën" vast, die een nieuwe vorm van kolonisatie introduceren. Onder deze order wordt het vormen van patroonschappen mogelijk, een entiteit met lokaal bestuur en landeigendom die verantwoording schuldig is aan de directeur-generaal van de kolonie.
- Filips IV van Spanje stuurt Peter Paul Rubens als vredesgezant naar Karel I van Engeland.
- Opnieuw publiceert de remonstrant Episcopius een geschrift waarin hij op theologische gronden oproept tot tolerantie: Apologia pro Confessione Remonstrantium.

## Beeldende kunst

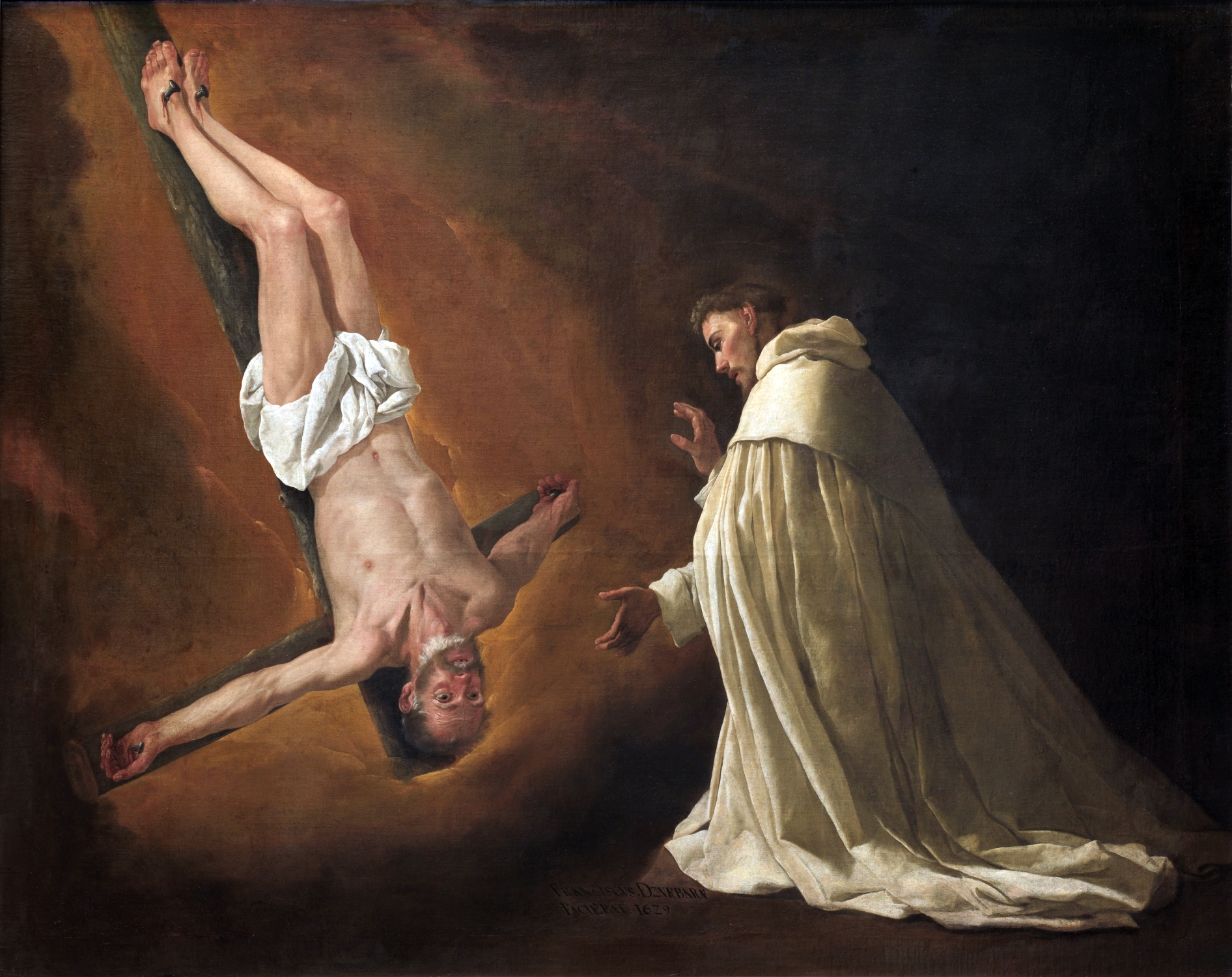
Het visioen van de heilige Petrus Nolascus (1629) Francisco de Zurbarán
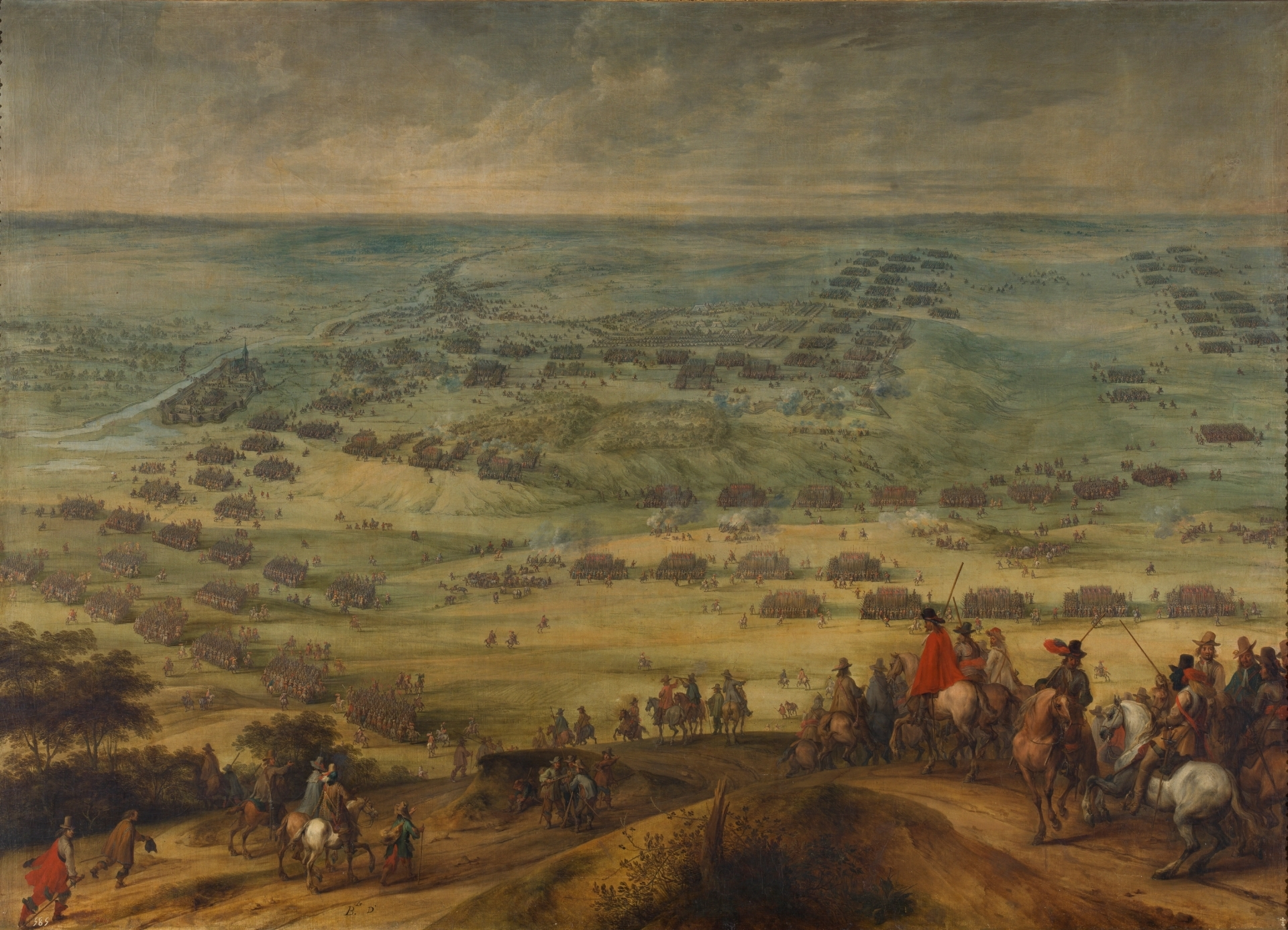
Beleg van Honnecourt (1629) Pieter Snayers

## Bouwkunst

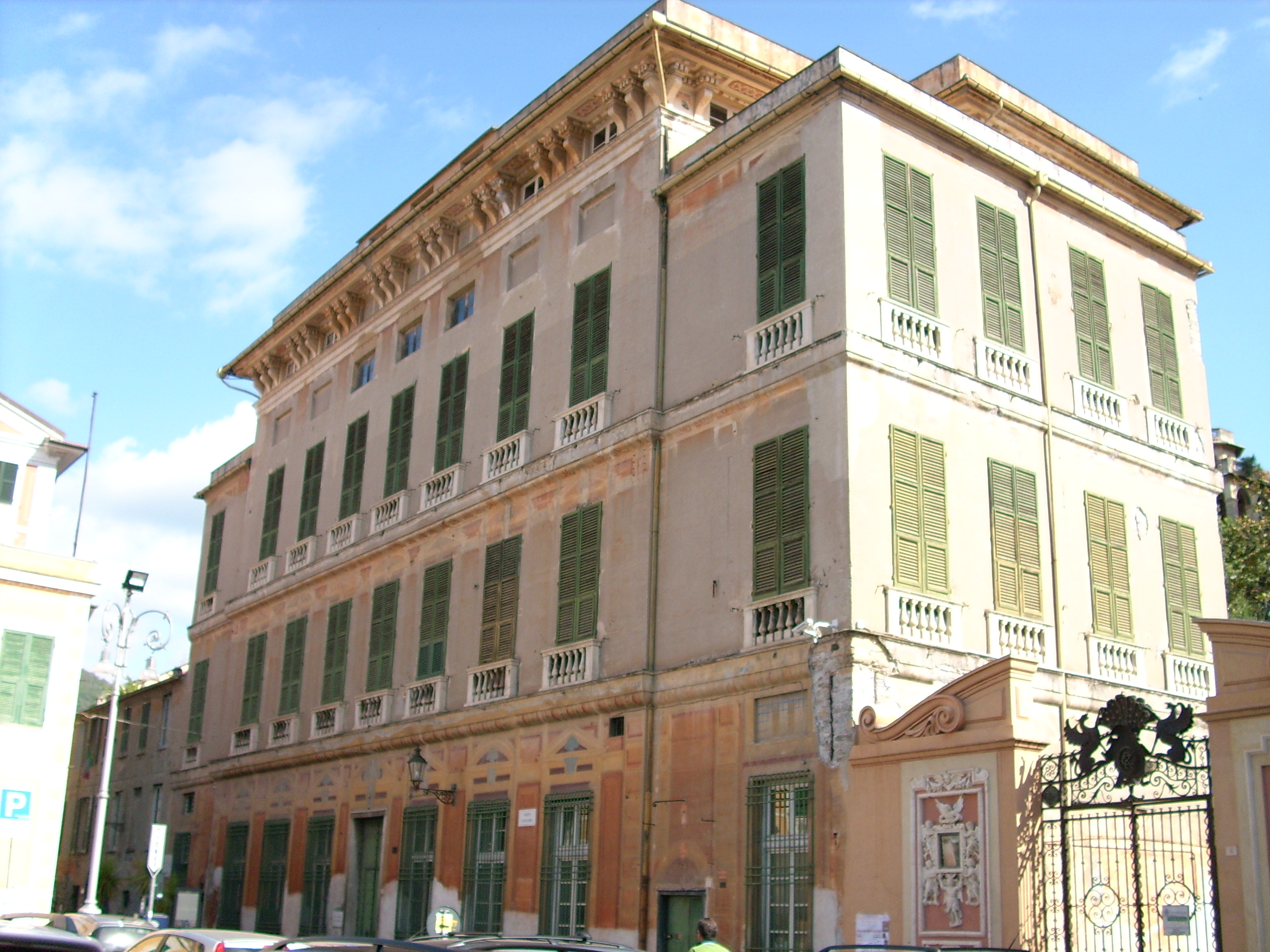
Palazzo Rocca a Chiavari (1629) Bartolommeo Bianco

## Geboren
april
- 14 - Christiaan Huygens, Nederlands wiskundige, astronoom en fysicus (overleden 1695)

oktober
- 29 - Agneta Block, Nederlandse botanica (overleden 1704)

november
- 1 - Oliver Plunkett, Iers R.K. aartsbisschop en martelaar (overleden 1681)

datum onbekend
- Wilhelmina Christina van Nassau-Siegen, Duits gravin (overleden 1700)

## Overleden
januari
- 19 - Abbas I de Grote, sjah van Perzië
- 20 - Balthasar Lydius (52), Nederlands predikant en theoloog

juni
- 17 - Piet Hein (51), Nederlands luitenant-admiraal en WIC-commandant

november
- 1 - Hendrick ter Brugghen (41), Nederlands kunstschilder
- 1 - Jacob van der Doordt (±39), Nederlands kunstschilder